# Marte Eliasson
Marte Eliasson   (Trondheim, 27 de setembre de 1969) és una exjugadora d'handbol noruega que va competir durant les dècades de 1980 i 1990.
El 1988 va prendre part en els Jocs Olímpics de Seül, on guanyà la medalla de plata en la competició d'handbol. En el seu palmarès també destaquen una medalla de bronze al campionat del món d'handbol de 1993 i al campionat d'Europa de 1994. Jugà un total de 145 partits amb la selecció nacional en què marcà 179 gols.
A nivell de clubs jugà al Sverresborg IF i Sjetne IL.